# Andorra en los Juegos Europeos de Minsk 2019
Andorra participó en los Juegos Europeos de Minsk 2019. Responsable del equipo nacional fue el Comité Olímpico Andorrano.
El equipo de Andorra no obtuvo ninguna medalla en estos Juegos.